# Brochiraja leviveneta
Brochiraja leviveneta е вид хрущялна риба от семейство Arhynchobatidae.

## Разпространение
Видът е разпространен в Нова Зеландия.